# بوک (ناحیه پراخاتیتسه)
بوک (به چکی: Buk) یک منطقهٔ مسکونی در جمهوری چک است که در ناحیه پراخاتیتسه واقع شده‌است. بوک ۲۵٫۷۹ کیلومتر مربع مساحت و ۲۸۳ نفر جمعیت دارد و ۸۲۶ متر بالاتر از سطح دریا واقع شده‌است.